# استوارت آدامسون
استوارت آدامسون (انگلیسی: Stuart Adamson; ۱۱ آوریل ۱۹۵۸ – ۱۶ دسامبر ۲۰۰۱) یک موسیقی‌دان اهل بریتانیا بود. وی بین سال‌های ۱۹۷۶ تا ۲۰۰۱ میلادی فعالیت می‌کرد. او یک بار توسط دی جی جان پیل به عنوان جیمی هندریکس جدید توصیف شده بود.